# Bernard Nathanson
Bernard Nathanson (ur. 31 lipca 1926 w Nowym Jorku, zm. 21 lutego 2011 tamże) – amerykański lekarz, profesor nauk medycznych żydowskiego pochodzenia. Były aborcjonista, a następnie działacz ruchów pro-life. Współzałożyciel NARAL Pro-Choice America oraz kliniki aborcyjnej Center for Reproductive and Sexual Health w Nowym Jorku.

## Życiorys
Do trzynastego roku życia uczęszczał do szkoły żydowskiej, jednak po kpinach jego ojca z tego, czego tam uczono, i jego przekonywaniach porzucił tam naukę. Ukończył w 1949 roku University of Medicine Facility w Montrealu. Posiadał licencję na wykonywanie zawodu w stanie Nowy Jork od 1952 roku.
Początkowo popierał ruchy proaborcyjne, między innymi współpracował z Betty Friedan. W 1979 roku zmienił poglądy i stał się zagorzałym przeciwnikiem przerywania ciąży i stosowania eutanazji, a w 1996 roku za sprawą księdza Johna McCloskeya z Opus Dei został katolikiem. W 1984 roku nakręcił głośny, dokumentalny film Niemy krzyk. W 1987 roku w filmie Zaćmienie rozumowania pokazał aborcję pięciomiesięcznego płodu. Według Nathansona pokazywany w filmie płód stara się uciec przed narzędziami medycznymi, krzycząc z bólu. Dokument ten wygrał nagrodę na pięciu festiwalach filmowych, a także był nominowany do Oskara w Hollywood. Oba te filmy oskarżali o manipulację i fałszerstwa medyczne francuski lekarz Étienne-Émile Baulieu i amerykańska organizacja pro-choice Planned Parenthood. Członkowie American College of Obstetrics and Gynecology w październiku 1985 roku potępili w deklaracji film Niemy krzyk za szerzenie fałszywych i przesadnych stwierdzeń.
Był autorem książek Aborting America i The Hand of God.

## Inne informacje
Nathanson był wielkim zwolennikiem aborcji. To między innymi dzięki jego aktywności w 1973 roku zalegalizowano ją w Stanach Zjednoczonych.
U początków swojego nawrócenia zaczął poszukiwać odpowiedzi na nurtujące go coraz bardziej pytania wczytując się między innymi w dzieła św. Augustyna, Fiodora Dostojewskiego, Paula Tillicha, Sørena Kierkegaarda, C.S. Lewisa.
Twórca wielu kampanii antyaborcyjnych i apelu do Baracka Obamy w sprawie obrony życia nienarodzonych, w którym zawarł krytykę postępowania prezydenta USA. Przez kilka ostatnich lat życia Bernard Nathanson był przykuty do łóżka i ciężko chory. Nie przestawał jednak działać na rzecz ruchów pro-life oraz tworzyć spotów mówiących o złu aborcji.
Przez niektóre środowiska liberalne, większość organizacji i polityków lewicowych oraz środowiska pro-choice oskarżany był o fałszowanie prawdy na temat aborcji i stosowanie fałszywych danych i analiz medycznych.
W swoich wypowiedziach, między innymi w autobiograficznej książce Ręka Boga, stwierdza natomiast, że w swych filmach udokumentował prawdę, a to właśnie pod koniec lat 60. wraz z grupą osób mających na celu zliberalizowanie prawa w dziedzinie aborcji publikował „wątpliwe wyniki sondaży i badań opinii publicznej” w celu zmiany postaw społeczeństwa w stosunku do tej kwestii.
W 1996 roku na kilka dni przed głosowaniem w Sejmie RP nad ustawą w sprawie ograniczenia stosowania aborcji przyjechał do Polski. Podczas wizyty między innymi modlił się na grobie ks. Jerzego Popiełuszki, spotkał z polskimi biskupami, uczestniczył w kilku konferencjach i Rozmowach Niedokończonych w Radiu Maryja, które jako jedyne przeprowadzało transmisję z tej wizyty.

## Twórczość

### Książki
- Aborting America, 1979
- Ręka Boga (The Hand of God), 1996 (wydana także jako Dłoń Boga)
- Świadek życia: prof. Bernard Nathanson w Polsce, Wydawnictwo Sióstr Loretanek, Warszawa 1997, ss. 85 (ISBN 83-86851-37-6)

### Filmy
- Niemy krzyk (The Silent Scream), 1984 (film dokumentalny)
- Eclipse of Reason, 1987 (film dokumentalny)